# تريستن
تريستن (بالإنجليزية: Tristan Taylor)‏ صديق جوي منذ الصغر من فتيان الشوارع عندما قابل يوغي لأول مرة أحس بأنه يعرفه منذ زمن طويل، أحياناً يفرط في حماية جوي، يجيد الفنون القتالية، غالباً ما يوبخ جوي ويحصره على الاعتناء بأخته سيرينتي حتى تشفى تماماً لأنه معجب بها ويريد التقرب منها بشيء من الوسائل.